# Боулд, Стив
Стивен Эндрю (Стив) Боулд — (англ. Stephen Andrew "Steve" Bould; род. 16 ноября 1962, Сток-он-Трент, Западный Мидленд) — английский футболист, выступавший на позиции защитника; тренер.
Выступал на позиции центрального защитника с 1980-х по 2000 год. Свою карьеру Боулд начал в родном городе, выступая за местный «Сток Сити», где приобрёл репутацию перспективного молодого футболиста. После более чем 8 лет, проведённых в составе «гончаров», став одним самых востребованных английских защитников, Боулд перебрался в лондонский «Арсенал». Вместе с Тони Адамсом, Найджелом Уитерберном и бывшим партнёром по «Стоку» Ли Диксоном он сформировал знаменитую четвёрку защитников. В 1999 году Боулд перешёл из «Арсенала» в «Сандерленд», где и завершил карьеру.
После завершения карьеры игрока Боулд на протяжении более чем 10 лет успешно руководил юношеской командой Академии «Арсенала». На старте сезона 2012/13 занял должность помощника главного тренера, сменив на этом посту Пэта Райса. В 2019 году стал тренировать команду до 23 лет. В 2021 году покинул «Арсенал».

## Клубная карьера

### Сток Сити
Боулд родился и вырос в городе Сток-он-Трент, где в 1978 году заключил свой первый контракт с местным клубом «Сток Сити». Его профессиональная карьера началась двумя годами позже, а первое появление на поле состоялось в сентябре 1981 года в матче против «Мидлсбро», в котором его команда уступила со счётом 2:3. В то время Стив играл на позиции правого защитника. Он получал мало игровой практики, поэтому в октябре 1982 года отправился в аренду в «Торки Юнайтед».
Боулд стал регулярно выходить в основе после того, как тогдашний тренер «Стока» Мик Миллс перевёл его в центр на замену Полу Дайсону. Травма спины, которую он получил в сезоне 1986/87, не позволила ему закончить сезон и, возможно, помешала его команде попасть в раунд плей-офф. К моменту завершения сезона 1987/88 стало очевидно, что он является одним из лучших защитников во Втором дивизионе. «Арсенал» и «Эвертон» вели переговоры о его приобретении. В итоге Боулд перешёл в «Арсенал» за сумму в 390 тыс. фунтов.

### Арсенал
Боулд официально стал игроком «Арсенала» 13 июня 1988 года и вскоре стал одним из знаменитой четвёрки защитников лондонского клуба, куда кроме него входили Тони Адамс, Найджел Уитерберн и Ли Диксон. В составе «канониров» он дважды стал победителем Первого дивизиона в сезонах 1988/89 и 1990/91.
15 августа 1992 года он забил первый гол «Арсенала» в первом сезоне Премьер-лиге, пришедшей на смену Первому дивизиону. Несмотря на это, «канониры» потерпели поражение со счётом 2:4 от «Норвич Сити». Травмы не позволили ему сыграть в финалах Кубка Англии и Кубка лиги 1992/93. Его место в составе занял Энди Линингэм.
После победы в Кубке обладателей кубков в 1994 году в игре «Арсенала» и Боулда наметился застой. С приходом в 1996 году Арсена Венгера появились слухи, что он покинет команду, потому что на его месте в основе часто стал выходить Мартин Киоун. Однако этого не произошло, более того, Стив стал одним из важных элементов состава, выигравшего «дубль» в сезоне 1997/98.
Последний сезон Боулда в составе лондонцев сложился для команды неудачно: «канониры» уступили Кубок Англии и золотые медали чемпионата «Манчестер Юнайтед», которые выиграли в том сезоне «требл».

### Сандерленд
В июле 1999 Боулд перешёл в «Сандерленд» за сумму в 500 тыс. фунтов стерлингов. После ухода в декабре 1999 Кевина Болла, бывшего капитаном команды, Боулд получил капитанскую повязку. Его игра в сезоне 1999/2000 во многом помогла «Сандерленду» занять седьмую строчку в таблице.
1 сентября 2000 года Боулд заявил о завершении карьеры игрока.

## Международная карьера
Несмотря на то, что Боулд был одним из лучших английских защитников тех лет, за сборную Англии он провёл всего два матча. Это были товарищеские игры против сборных Греции и Норвегии.

## Карьера тренера
В июне 2001 года Боулд вернулся в «Арсенал», где стал тренером юношеской команды. Под его руководством команда дважды выиграла Премьер-лигу в сезонах 2008/09 и 2009/10 и Молодёжный кубок Англии 2009. 10 мая 2012 года было объявлено, что Боулд станет новым помощником Арсена Венгера вместо Пэта Райса, покинувшего клуб по состоянию здоровья

## Статистика выступлений
| Клуб                   | Сезон            | Лига               | Лига  | Лига | Кубок страны | Кубок страны | Кубок лиги | Кубок лиги | Другие | Другие | Итого | Итого |
| Клуб                   | Сезон            | Дивизион           | Матчи | Голы | Матчи        | Голы         | Матчи      | Голы       | Матчи  | Голы   | Матчи | Голы  |
| ---------------------- | ---------------- | ------------------ | ----- | ---- | ------------ | ------------ | ---------- | ---------- | ------ | ------ | ----- | ----- |
| Сток Сити              | 1981/82          | Первый дивизион    | 2     | 0    | 0            | 0            | 0          | 0          | -      | -      | 2     | 0     |
| Сток Сити              | 1982/83          | Первый дивизион    | 14    | 0    | 0            | 0            | 0          | 0          | -      | -      | 14    | 0     |
| Сток Сити              | 1983/84          | Первый дивизион    | 38    | 2    | 1            | 0            | 4          | 1          | -      | -      | 43    | 3     |
| Сток Сити              | 1984/85          | Первый дивизион    | 38    | 3    | 2            | 0            | 2          | 0          | -      | -      | 42    | 3     |
| Сток Сити              | 1985/86          | Второй дивизион    | 33    | 0    | 0            | 0            | 3          | 0          | 2      | 0      | 38    | 0     |
| Сток Сити              | 1986/87          | Второй дивизион    | 28    | 1    | 5            | 0            | 2          | 0          | 1      | 0      | 36    | 1     |
| Сток Сити              | 1987/88          | Второй дивизион    | 30    | 0    | 2            | 0            | 2          | 0          | 2      | 0      | 36    | 0     |
| Сток Сити              | Итого            | Итого              | 183   | 6    | 10           | 0            | 13         | 1          | 5      | 0      | 211   | 7     |
| Торки Юнайтед (аренда) | 1981/82          | Четвёртый дивизион | 9     | 0    | 2            | 0            | 0          | 0          | -      | -      | 11    | 0     |
| Торки Юнайтед (аренда) | Итого            | Итого              | 9     | 0    | 2            | 0            | 0          | 0          | 0      | 0      | 11    | 0     |
| Арсенал                | 1988/89          | Первый дивизион    | 30    | 2    | 1            | 0            | 5          | 0          | -      | -      | 36    | 2     |
| Арсенал                | 1989/90          | Первый дивизион    | 19    | 0    | 3            | 0            | 0          | 0          | -      | -      | 22    | 2     |
| Арсенал                | 1990/91          | Первый дивизион    | 38    | 0    | 8            | 0            | 4          | 0          | -      | -      | 50    | 2     |
| Арсенал                | 1991/92          | Первый дивизион    | 25    | 1    | 0            | 0            | 0          | 0          | 1      | 0      | 26    | 1     |
| Арсенал                | 1992/93          | Премьер-лига       | 24    | 1    | 1            | 0            | 5          | 0          | -      | -      | 30    | 1     |
| Арсенал                | 1993/94          | Премьер-лига       | 25    | 1    | 3            | 0            | 3          | 0          | 6      | 0      | 37    | 1     |
| Арсенал                | 1994/95          | Премьер-лига       | 31    | 0    | 1            | 0            | 5          | 0          | 8      | 2      | 45    | 2     |
| Арсенал                | 1995/96          | Премьер-лига       | 19    | 0    | 0            | 0            | 5          | 1          | -      | -      | 24    | 1     |
| Арсенал                | 1996/97          | Премьер-лига       | 33    | 0    | 3            | 0            | 3          | 0          | 2      | 0      | 41    | 0     |
| Арсенал                | 1997/98          | Премьер-лига       | 24    | 0    | 5            | 0            | 3          | 0          | 2      | 0      | 34    | 0     |
| Арсенал                | 1998/99          | Премьер-лига       | 19    | 0    | 4            | 0            | 0          | 0          | 4      | 0      | 27    | 0     |
| Арсенал                | Итого            | Итого              | 287   | 5    | 29           | 0            | 33         | 1          | 23     | 2      | 372   | 8     |
| Сандерленд             | 1999/00          | Премьер-лига       | 20    | 0    | 2            | 0            | 0          | 0          | -      | -      | 22    | 0     |
| Сандерленд             | 2000/01          | Премьер-лига       | 1     | 0    | 0            | 0            | 0          | 0          | -      | -      | 1     | 0     |
| Сандерленд             | Итого            | Итого              | 21    | 0    | 2            | 0            | 0          | 0          | 0      | 0      | 23    | 0     |
| Всего за карьеру       | Всего за карьеру | Всего за карьеру   | 500   | 11   | 43           | 0            | 46         | 2          | 28     | 2      | 617   | 15    |

## Достижения

### Командные

#### В качестве игрока
Арсенал
- Чемпион Первого дивизиона/Премьер-лиги (3): 1988/89, 1990/91, 1997/98
- Обладатель Кубка Англии (2): 1993, 1998
- Обладатель Кубка футбольной лиги: 1993
- Обладатель Суперкубка Англии (2): 1991, 1998
- Обладатель Кубка обладателей кубков УЕФА: 1994

#### В качестве тренера
Арсенал
- Чемпион молодёжной Премьер-лиги (2): 2008/09, 2009/10
- Обладатель Молодёжного кубка Англии по футболу: 2009

### Индивидуальные
- Игрок года по версии болельщиков «Сток Сити»: 1984